# Tour de l'Algarve 2004
Le 30e Tour de l'Algarve a eu lieu du 18 février au 22 février 2004.
Floyd Landis (US Postal Service) gagne ce Tour de l'Algarve, sur la dernière étape qu'il gagne isolé. Cette 30e édition est aussi marquée par la présence de Lance Armstrong et Jan Ullrich.

## Généralités
- La vitesse moyenne de ce tour est de km/h.

## Les étapes
| Étape     | Villes étapes                       | km    | Vainqueur d'étape | Deuxième d'étape | Troisième d'étape | Durée de l'étape | Vitesse moyenne du vainqueur | Leader du classement général |
| 1re étape | Albufeira - Albufeira               | 145   | Alberto Benito    | Cândido Barbosa  | Ángel Edo         | 3 h 27 min 50 s  | 41,86 km/h                   | Alberto Benito               |
| 2e étape  | Castro Marim - Portimão             | 182   | Cândido Barbosa   | Alberto Benito   | Stuart O'Grady    | 4 h 46 min 13 s  | 38,15 km/h                   | Alberto Benito               |
| 3e étape  | Lagoa - Lagos                       | 180   | Martín Garrido    | Stuart O'Grady   | Cândido Barbosa   | 4 h 36 min 59 s  | 38,99 km/h                   | Cândido Barbosa              |
| 4e étape  | Vila Real Santo António - Tavira    | 24    | Lance Armstrong   | Floyd Landis     | Víctor Hugo Peña  | 31 min 53 s      | 45,16 km/h                   | Floyd Landis                 |
| 5e étape  | Parque das Cidades - Alto do Malhão | 178,5 | Floyd Landis      | Peter Farazijn   | Cândido Barbosa   | 4 h 40 min 18 s  | 38,21 km/h                   | Floyd Landis                 |

## Classement général final
| Classement général final |                  |
| --- | ---------------- |
| \| 1. Floyd Landis États-Unis \| 18 h 03 min 04 s \| \| 2. Víctor Hugo Peña Colombie \| à 26 s \| \| 3. Cândido Barbosa Portugal \| à 45 s \| \| 4. Thomas Dekker Pays-Bas \| à 52 s \| \| 5. Lance Armstrong États-Unis \| à 1 min 11 s \| \| 6. Pedro Lopes Portugal \| à 1 min 32 s \| \| 7. Joost Posthuma Pays-Bas \| à 1 min 34 s \| \| 8. Jimmy Engoulvent France \| à 1 min 35 s \| \| 9. David Bernabéu Espagne \| à 1 min 41 s \| \| 10. Martín Garrido Argentine \| à 1 min 43 s \| \| 125 partants, 81 classés \| \| |                  |
| 1. Floyd Landis États-Unis | 18 h 03 min 04 s |
| 2. Víctor Hugo Peña Colombie | à 26 s           |
| 3. Cândido Barbosa Portugal | à 45 s           |
| 4. Thomas Dekker Pays-Bas | à 52 s           |
| 5. Lance Armstrong États-Unis | à 1 min 11 s     |
| 6. Pedro Lopes Portugal | à 1 min 32 s     |
| 7. Joost Posthuma Pays-Bas | à 1 min 34 s     |
| 8. Jimmy Engoulvent France | à 1 min 35 s     |
| 9. David Bernabéu Espagne | à 1 min 41 s     |
| 10. Martín Garrido Argentine | à 1 min 43 s     |
| 125 partants, 81 classés |                  |

## Classements annexes
| Classement par points             | Cândido Barbosa Portugal 82 pts                 |
| 2e                                | Stuart O'Grady Australie 51 pts                 |
| 3e                                | Martín Garrido Argentine 45 pts                 |
| 4e                                | Floyd Landis États-Unis 25 pts                  |
| 5e                                | Ángel Edo Espagne 22 pts                        |
| Classement du meilleur grimpeur   | Gonçalo Amorim (en) Portugal 19 pts             |
| 2e                                | Pedro Martins Portugal 12 pts                   |
| 3e                                | Joost Posthuma Pays-Bas 10 pts                  |
| 4e                                | Floyd Landis États-Unis 9 pts                   |
| 5e                                | Ricardo Costa Portugal 9 pts                    |
| Classement de la meilleure équipe | US Postal Service États-Unis 54 h 10 min 34 s   |
| 2e                                | Rabobank Pays-Bas à 3 min 20 s                  |
| 3e                                | L.A. Pecol Portugal à 3 min 56 s                |
| 4e                                | Milaneza-Maia Portugal à 4 min 43 s             |
| 5e                                | Cofidis France à 5 min 23 s                     |
| 6e                                | Barbot-Gaia Portugal à 7 min 06 s               |
| 7e                                | Carvalhelhos-Boavista Portugal à 7 min 29 s     |
| 8e                                | Würth/Bom Petisto Portugal à 9 min 17 s         |
| 9e                                | Euskaltel-Euskadi Espagne à 9 min 25 s          |
| 10e                               | Antarte-Rota Dos Moveis Portugal à 10 min 52 s  |
| 11e                               | Jong Vlaanderen 2016 Pays-Bas à 12 min 22 s     |
| 12e                               | Ragt Semences-MG Rover à 12 min 35 s            |
| 13e                               | Beppi-Ovarense Portugal à 18 min 30 s           |
| 14e                               | Imoholding/Loule J.Hotel Portugal à 28 min 09 s |
| 15e                               | Asc-Vila Do Conde Portugal à 36 min 59 s        |

## Liste des équipes
| L.A. Pecol              | Milaneza-MSS          | U.S.Postal            |
|                         |                       |                       |
| Lampre                  | Cantanhede-M-Marialva | Barbot-Torriense      |
|                         |                       |                       |
| Porta Da Ravessa-Tavira | Euskaltel-Euskadi     | ASC-Vila Do Conde     |
|                         |                       |                       |
| Kelme-Costa Blanca      | Antarte- Rota Moveis  | Carvalhelhos-Boavista |
|                         |                       |                       |
| Lokomotiv               |                       |                       |
|                         |                       |                       |

## Liste des coureurs
| U.S. Postal Service | Milaneza-Maia | Cofidis |  |
| - 1. Lance Armstrong États-Unis - 2. José Azevedo Portugal - 3. Floyd Landis États-Unis - 4. Víctor Hugo Peña Colombie - 5. Michael Barry Canada - 6. Benjamín Noval Espagne - 7. Daniel Rincón Colombie - 8. George Hincapie États-Unis             | - 11. David Bernabéu Espagne - 12. Bruno Castanheira Portugal - 13. Vítor Gamito Portugal - 14. Hugo Sabido Portugal - 15. Ángel Edo Espagne - 16. Renato Silva Portugal - 17. Paulo Barroso Portugal - 18. Gonçalo Amorim (en) Portugal                           | - 22. Jimmy Engoulvent France - 23. Peter Farazijn Belgique - 24. Damien Monier France - 25. Stuart O'Grady Australie - 26. Staf Scheirlinckx Belgique - 27. Janek Tombak Estonie                                                                             |  |
| Carvalhelhos-Boavista | Barbot-Gaia | L.A. Pecol |  |
| - 31. Joaquim Sampaio Portugal - 32. Celio Sousa Portugal - 33. Danail Petrov Bulgarie - 34. Adrián Palomares Espagne - 35. Andre Vital Portugal - 36. José Carlos Rodriguès Portugal - 37. Pedro Soeiro Portugal - 38. Ezequiel Mosquera Espagne    | - 41. Nuno Alves Portugal - 42. Marco Morais Portugal - 43. Carlos Pinho Portugal - 44. Rui Pinto Portugal - 45. Juan Olmo Espagne - 46. Martín Garrido Argentine - 47. Hugo Lucio Portugal - 48. Pedro M. Martins Portugal                                        | - 51. Cândido Barbosa Portugal - 52. David García Dapena Espagne - 53. Pedro Andrade Portugal - 54. Pedro Lopes Portugal - 55. Jon Bru Espagne - 56. Nuno Ribeiro Portugal - 57. Luis Pinheiro Portugal - 58. Ruben Oarbeascoa Espagne                        |  |
| Wurth/Bom Petisto | Asc-Vila Do Conde | Euskaltel-Euskadi |  |
| - 61. Nelson Vitorino Portugal - 62. Vidal Fitas Portugal - 63. Joaquim Adrego Andrade Portugal - 64. Hugo Vitor Portugal - 65. Ricardo Costa Portugal - 66. Nuno Marta Portugal - 67. Luis Bartolomeu Portugal - 68. Helder Miranda Portugal        | - 71. Victoriano Fernandez Espagne - 72. Carlos Alberto Carneiro Portugal - 73. Hermano Vieira Portugal - 74. Bruno Neves Portugal - 75. Israel Nuñez Espagne - 76. Oscar Serrano Espagne - 77. Sérgio Ribeiro Portugal - 78. Cesar Pinto Portugal                 | - 81. Iker Camaño Espagne - 82. Iñaki Isasi Espagne - 83. Egoi Martínez Espagne - 84. Gorka Verdugo Espagne - 85. Joseba Zubeldia Espagne - 86. Koldo Fernández Espagne - 87. Alberto López de Munain Espagne - 88. Aketza Peña Espagne                       |  |
| Rabobank | RAGT Semences-MG Rover | Jong Vlaanderen 2016 |  |
| - 91. Serge Pauwels Belgique - 92. Thomas Dekker Pays-Bas - 93. Michiel Elijzen Pays-Bas - 94. Marc de Maar Pays-Bas - 95. Bastiaan Giling Pays-Bas - 96. Bernhard Kohl Autriche - 97. Joost Posthuma Pays-Bas - 98. Jukka Vastaranta Finlande       | - 101. Guillaume Auger France - 102. Jérôme Bernard France - 103. Éric Berthou France - 104. Roman Luhovyy Ukraine - 105. Frédéric Finot France - 106. Christophe Laurent France - 107. Klaus Mutschler Allemagne - 108. Bruno Thibout France                      | - 111. Sjef De Wilde Belgique - 112. Kurt Hoevelinck Belgique - 113. Aron Huysmans Belgique - 114. Sven Renders Belgique - 115. Geert Steurs Belgique - 116. Pieter Uytterhoeven Belgique - 117. Tommy V.De Gehuchte Belgique - 118. Stefan Wijnands Belgique |  |
| Imoholding/Loule J.H | Antarte - Rota Dos Moveis | Beppi-Ovarense |  |
| - 121. Elio Sousa Portugal - 122. Rui Madeira Portugal - 123. Ramon Troncoso Espagne - 124. Jorge Costa Portugal - 125. Fernando Rodriguez Espagne - 126. Marco Silvestre Portugal - 127. Daniel Cabrita Portugal - 128. Juan Manuel Jimenez Espagne | - 131. Virgilio Santos Portugal - 132. Alberto Benito Espagne - 133. Jacek Morajko Pologne - 134. Paulo Ferreira Portugal - 135. Gerardo Fernández Argentine - 136. David Plaza Espagne - 137. José Manuel Hernandez Espagne - 138. Francisco Tomás García Espagne | - 141. Rui Roque Portugal - 142. Pedro Ermida Espagne - 143. Jose Oliveira Portugal - 144. Alexandre Pinho Portugal - 145. Enrique Salgueiro Espagne - 146. Jordi Berenguer Espagne - 147. Oscar Romero Espagne - 148. Fernando Fernandez Espagne             |  |
| Relax-Bodysol | | |  |
| - 151. Wim De Vocht Belgique - 152. Bart Dockx Belgique - 153. Gustavo Domínguez Espagne - 154. José Miguel Elias Espagne - 156. Sébastien Rosseler Belgique - 157. Preben Van Hecke Belgique - 158. James Vanlandschoot Belgique                    | | |  |